# 예웨이롄
예웨이롄(葉維廉, 1937년 6월 20일 ~ )은 중국의 시인, 번역가, 비평가, 편집장, 교수이다.

## 생애
1937년 중국의 광둥성(廣東省) 중산현(中山縣)의 바닷가 작은 마을에서 태어난 예웨이롄(葉維廉)은 중풍을 앓아 거동이 불편한 아버지와 시골의 조산사로 일하던 어머니와 함께 가난한 어린 시절을 보냈다. 11세이던 1948년, 그는 일본의 대륙 침략으로 인한 포화와 기아를 피해 가족과 함께 홍콩으로 거처를 옮기게 되고, 이후 1955년에는 타이완으로 이주해 타이완대학 외국어문학과에 입학한다. 1959년 타이완사범대학 대학원 영어영문학과에서 석사 학위를 취득한 그는 1963년 미국 유학길에 올라 이듬해 프린스턴대학에서 비교문학을 전공해 1967년에 박사 학위를 취득하기에 이른다. 같은 해 9월부터 캘리포니아대학 교수로 비교시학 및 영미 모더니즘 시 그리고 중국 시 등을 강의했다. 33세 때인 1970년에 타이완으로 돌아온 그는 타이완대학 외국어과의 석좌교수를 지내며 비교문학 박사과정을 설립하는 데 크게 기여했다. 아울러 1980년부터 두 해 동안 홍콩 중원대학(中文大學) 비교문학과의 번역센터장으로 초빙되어 비교문학연구센터를 주관했다. 초기에는 시 창작과 현대시 운동에 주력해 ‘타이완 10대 시인’으로 선정되기도 했으며 이후 시 창작을 계속하는 한편 문예 비평과 문예 이론 방면의 연구를 병행했다. 현재 미국 UC샌디에이고에 재직 중이다.
예웨이롄은 타이완대학 재학 시절부터 중국어와 영어로 시를 쓰기 시작해, 그가 쓴 시가 1964년 당시 ≪창세기(創世記)≫ 발간 10주년 최우수 작품으로 선정되기도 했고, 1977년에는 문예 중흥의 공로로 표창을 받기도 했다. 주요 저서 가운데 시집으로는 ≪푸가(賦格)≫, ≪의식의 가장자리(醒之邊緣)≫, ≪예웨이롄 자선 시집(葉維廉自選集)≫, ≪들꽃 이야기(野花的故事)≫, ≪꽃 피는 소리(花開的聲音)≫, ≪예웨이롄 시선(葉維廉詩選)≫, ≪빙하의 초월(冰河的超越)≫ 등이 있고, 산문집으로는 ≪중국의 바다(一個中國的海)≫, ≪우울한 철로(憂鬱的鐵路)≫, ≪탐색: 예술과 인생(尋索: 藝術與人生)≫ 등이 있다.
학술 방면에서 예웨이롄의 공헌은 그가 시 창작을 통해 거둔 성과를 앞서는 것으로 평가받기도 한다. 그는 동서 비교문학에서 서양의 문학 이론을 중국문학 연구에 어떻게 접목해 응용할 것인가 하는 문제와 이의 적합성 및 그에 따른 위험 요소를 밝힘으로써 중서문학(中西文學)의 모형을 제시했다. 아울러 문학 연구에서의 더욱 합리적인 공동 규율 구축을 위해 다방면에 걸친 이론의 구조를 체계화하는 데 앞장섰다. 이 방면의 주요 저서로 ≪동서 비교문학 모형의 운용(東西比較文學模子的運用)≫(1974)과 ≪비교시학(比較詩學)≫(1983) 등이 있다.